# Пулпит
Пулпитът е възпаление на зъбната пулпа, обикновено свързано със силен зъбобол. Той бива хроничен, остър, серозен, гноен и гангренозен. Основна причина за пулпит е нелекуван дълбок зъбен кариес. Други причини могат да бъдат механична травма, термичен или химичен шок, напреднал хроничен пародонтит. Пулпитът в начална фаза може да бъде обратим, но най-често е необратим процес, водещ до некроза на зъбната пулпа. Лекува се чрез т.нар. кореново лечение или още се нарича ендодонтско лечение. Биологията, физиологията, патологията и лечението на зъбната пулпа се разглеждат от специалността ендодонтия. Ако не се вземат мерки за лечението на пулпита, инфекцията от кореновите канали може да засегне заобикалящите зъба тъкани и да се развият различни усложнения: периодонтит, абсцес, киста.